# Elezioni regionali in Italia del 2005
Le elezioni regionali italiane del 2005 si tennero domenica 3 e lunedì 4 aprile (domenica 17 e lunedì 18 aprile in Basilicata).
Riguardarono 14 delle 15 regioni a statuto ordinario, e si svolsero insieme alle elezioni amministrative.
Le elezioni furono un netto successo per il centro-sinistra, che risultò vincente in tutte le regioni tranne che nelle roccheforti di centro-destra della Lombardia e del Veneto, dove comunque il vantaggio del centrodestra risultò più che dimezzato rispetto alle precedenti elezioni regionali. A seguito di una crisi di maggioranza, il governo Berlusconi II si dimise e dopo pochi giorni fu sostituito dal nuovo governo Berlusconi III.

## Contesto

### Quadro politico

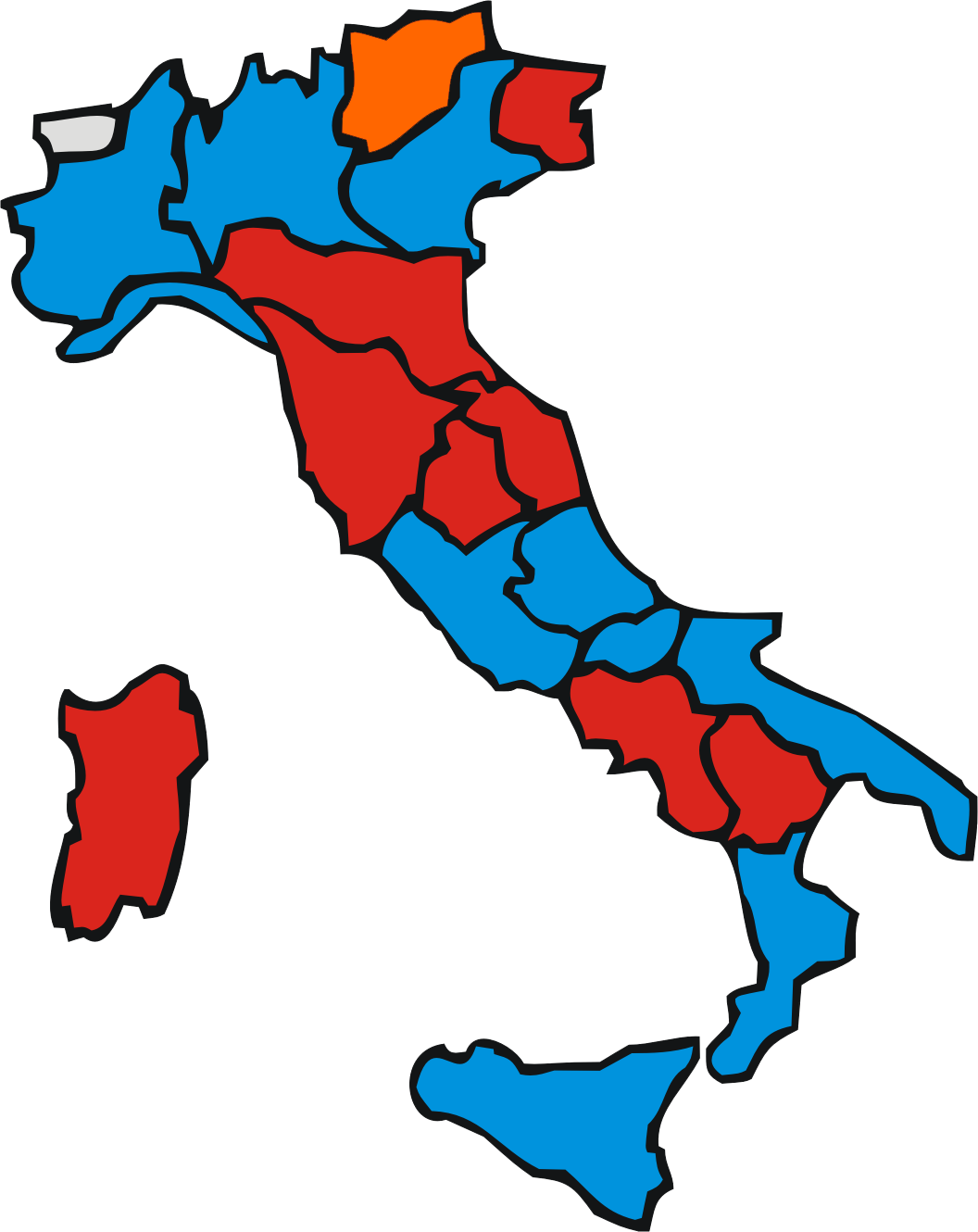
Situazione prima l'elezione

In tutte le regioni si contrapposero principalmente la coalizione dell'Unione, nome esordiente della nuova alleanza di centrosinistra creata e guidata da Romano Prodi, e la Casa delle Libertà, la coalizione di Silvio Berlusconi, che era all'epoca presidente del consiglio, avendo vinto le Elezioni politiche del 2001.
In questa fase, l'Unione era composta da: Uniti nell'Ulivo (DS, Margherita, SDI e Repubblicani Europei), Rifondazione Comunista (tranne in Toscana), Verdi, Comunisti Italiani, Popolari UDEUR, Italia dei Valori, Partito Socialista Democratico Italiano (tranne che nelle Marche). A questi si aggiunsero: Patto dei Liberaldemocratici, Pensionati per l'Europa, Liga Fronte Veneto, Consumatori Uniti, Forza Roma, Avanti Lazio, Repubblicani Democratici, Democrazia Federalista, Governo Civico, Democratici Cristiani Uniti, Consumatori, liste dei candidati alla presidenza e in alcune regioni la Lista Consumatori (Veneto, Campania e Calabria) e i Pensionati (Lombardia e Liguria).
La Casa delle Libertà era invece composta da: Forza Italia, Alleanza Nazionale, UDC, Lega Nord, Nuovo PSI (tranne che in Toscana, Umbria, Marche e Basilicata), PRI (tranne che in Toscana e nelle Marche), PLI (tranne che in Toscana e Marche), Movimento Idea Sociale, Verdi Verdi, Pensionati-Animalisti, Costituente Democratica, Il Trifoglio, Moderati e Riformisti, le liste del candidato alla presidenza e in alcune regioni la Lista Consumatori (Piemonte, Ligura e Lazio) e i Pensionati (Piemonte e Campania).
Fuori dai due poli vi era in tutte le regioni Alternativa Sociale, occasionalmente alleata con: Lega Padana Lombardia (Lombardia), Pensioni & Lavoro (Lombardia), No Euro (Marche), Lista Quadrifoglio (Lazio).
Altre liste indipendenti erano: Democrazia Cristiana, Lista Consumatori (Emilia-Romagna), Liberaldemocratici (Lombardia), Socialisti e Laici (Nuovo PSI-PRI-PLI-civiche) (Toscana) e Unità Popolare (Basilicata).
Nelle settimane precedenti alle elezioni, numerosi analisti avevano individuato tre importanti regioni governate dal centrodestra il cui risultato era in bilico: Piemonte, Lazio e Puglia; dall'esito finale di queste consultazioni sarebbe dipesa la valutazione generale su quale coalizione avesse nel complesso vinto le elezioni. In Liguria, Abruzzo e Calabria appariva certo il passaggio dalla Casa delle Libertà all'Unione. In tutte le altre regioni era scontata la riconferma del presidente in carica.

### Irregolarità nelle firme per le liste di Alternativa Sociale
Nella fase precedente alle elezioni, divampò una disputa riguardo all'ammissione della formazione Alternativa Sociale di Alessandra Mussolini, recentemente uscita dal partito Alleanza Nazionale e candidata nel Lazio come presidente di regione in concorrenza all'uscente Francesco Storace, proveniente dal suo ex partito.
Secondo le accuse, le firme sottoscriventi i relativi candidati erano insufficienti poiché parzialmente frutto di falsificazioni. Gli episodi sono rimasti non provati, e le liste si sono potute presentare in tutte le regioni, ma senza riuscire a ottenere un seggio e senza influire sul risultato del voto.
Sulla vicenda, indicata con il nome di Laziogate, fu aperto un procedimento in tribunale. Nel Lazio, il candidato dell'Unione Piero Marrazzo, giornalista e conduttore della celebre trasmissione "Mi manda Raitre", sconfisse Francesco Storace, rappresentante del centrodestra.

### Rinvio in Basilicata
In Basilicata, per un inconveniente burocratico (la riammissione della lista Unità Popolare, precedentemente esclusa dalla competizione), le elezioni si svolsero due settimane più tardi.

## Esito

### Conseguenze del voto

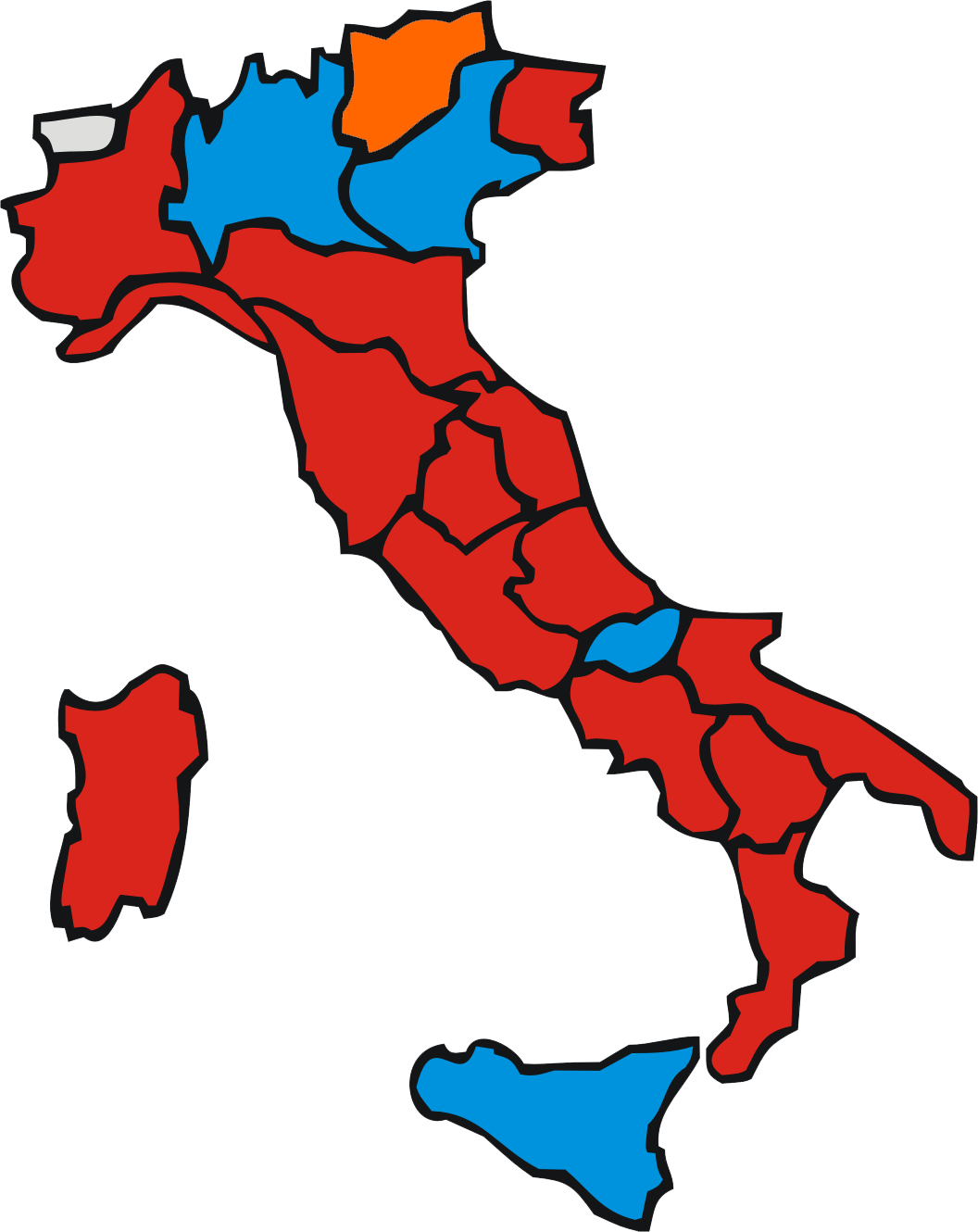
Situazione dopo l'elezione

L'esito delle elezioni fu il successo in dodici delle quattordici regioni dei candidati della coalizione dell'Unione, togliendo agli avversari l'amministrazione di Abruzzo, Calabria, Lazio, Liguria, Puglia, e Piemonte, mentre la Lombardia e il Veneto confermarono i presidenti di regione della Casa delle Libertà eletti in occasione delle regionali del 2000.
Queste elezioni furono fatali per il Governo nazionale, guidato da Silvio Berlusconi, costretto in seguito alle pressioni dell'UDC e di Alleanza Nazionale ad aprire ufficialmente una crisi di governo. Con la sostituzione di alcuni ministri, si costituì il Governo Berlusconi III.

### Risultato in Puglia
I margini della vittoria furono netti nella maggior parte dei casi, ma in Puglia l'esito delle votazioni rimase incerto fino all'ultimo, risolvendosi con una lieve prevalenza, lo 0,7%, del candidato dell'Unione, Nichi Vendola, su Raffaele Fitto, della Casa delle Libertà.
L'Unione aveva scelto il proprio candidato alla presidenza con un meccanismo innovativo e per la prima volta sperimentato in Italia, le elezioni primarie. Vendola, che rappresentava la sinistra della coalizione, aveva sconfitto sul filo di lana l'economista Francesco Boccia, rappresentante dei partiti più moderati (DS e Margherita).
Alla vigilia della tornata elettorale sussistevano forti dubbi sull'eventualità che un esponente di Rifondazione Comunista potesse espugnare una regione che negli ultimi anni era stata una roccaforte della Casa delle Libertà. Vendola e Boccia decisero di affrontare insieme le elezioni e si candidarono l'uno come presidente, l'altro come vice.
Il risultato finale stupì tutti gli osservatori, anche perché il presidente uscente di centrodestra, Raffaele Fitto, era considerato un astro nascente della politica nazionale e il favorito per la vittoria. Il successo di Vendola fu probabilmente dovuto anche ad un'eccellente campagna pubblicitaria, costruita per demolire tutte le etichette che erano state applicate al candidato dell'Unione («estremista», «pericoloso», eccetera).

## Risultati

### Candidati presidenti
| Regione                       | Candidati                        | Candidati                     | Candidati                 | Candidati                                                               | Presidenti uscenti | Presidenti uscenti          |
| Regione                       | L'Unione                         | La Casa delle Libertà         | Alternativa Sociale       | Altri                                                                   | Presidenti uscenti | Presidenti uscenti          |
| ----------------------------- | -------------------------------- | ----------------------------- | ------------------------- | ----------------------------------------------------------------------- | ------------------ | --------------------------- |
| Regione                       |                                  |                               |                           | Altri                                                                   | Presidenti uscenti | Presidenti uscenti          |
| Piemonte (3 - 4 aprile)       | Mercedes Bresso (DS) 50,9%       | Enzo Ghigo (FI) 47,1%         | Ludovico Ellena 1,0%      | Gianfranco Rotondi (DC) 1,0%                                            |                    | Enzo Ghigo (FI)             |
| Liguria (3 - 4 aprile)        | Claudio Burlando (DS) 52,6%      | Sandro Biasotti (FI) 46,6%    | Angelo Riccobaldi 0,8%    | -                                                                       |                    | Sandro Biasotti (FI)        |
| Lombardia (3 - 4 aprile)      | Riccardo Sarfatti (LG) 43,2%     | Roberto Formigoni (FI) 53,8%  | Gianmario Invernizzi 2,7% | Marco Marsili (Liberaldemocratici) 0,3%                                 |                    | Roberto Formigoni (CDL)     |
| Veneto (3 - 4 aprile)         | Massimo Carraro (DS) 42,4%       | Giancarlo Galan (FI) 50,6%    | Roberto Bussinello 1,0%   | Giorgio Panto (PNE) 6,0%                                                |                    | Giancarlo Galan (FI)        |
| Emilia-Romagna (3 - 4 aprile) | Vasco Errani (DS) 62,7%          | Carlo Monaco 35,2%            | Gianni Correggiari 1,0%   | Bruno Barbieri (Lista Consumatori) 1,1%                                 |                    | Vasco Errani (DS)           |
| Toscana (3 - 4 aprile)        | Claudio Martini (DS) 57,4%       | Alessandro Antichi (FI) 32,8% | Marzio Gozzoli 1,0%       | Luca Ciabatti (RC) 7,3% Renzo Macelloni (NPSI) 1,5%                     |                    | Claudio Martini (DS)        |
| Marche (3 - 4 aprile)         | Gian Mario Spacca (DL) 57,7%     | Francesco Massi 38,6%         | Vincenzo Rosini 1,4%      | Angelo Maria Tiraboschi (Patto Democratico) 2,3%                        |                    | Vito D'Ambrosio (DS)        |
| Umbria (3 - 4 aprile)         | Maria Rita Lorenzetti (DS) 63,0% | Pietro Laffranco (AN) 33,6%   | Luca Romagnoli 1,5%       | Marcello Ramadori (NPSI) 1,9%                                           |                    | Maria Rita Lorenzetti (DS)  |
| Lazio (3 - 4 aprile)          | Piero Marrazzo (Ind.) 50,7%      | Francesco Storace (AN) 47,4%  | Alessandra Mussolini 1,9% | -                                                                       |                    | Francesco Storace (AN)      |
| Abruzzo (3 - 4 aprile)        | Ottaviano Del Turco (SDI) 58,1%  | Giovanni Pace (AN) 40,6%      | Fabrizio Bosio 1,3%       | -                                                                       |                    | Giovanni Pace (AN)          |
| Campania (3 - 4 aprile)       | Antonio Bassolino (DS) 61,6%     | Italo Bocchino (AN) 34,4%     | Alessandra Mussolini 1,9% | Gianfranco Rotondi (DC) 2,1%                                            |                    | Antonio Bassolino (DS)      |
| Puglia (3 - 4 aprile)         | Nichi Vendola (PRC) 49,8%        | Raffaele Fitto (FI) 49,2%     | Gianfelice Galassi 0,47%  | Laura Scalabrini (DC) 0,45%                                             |                    | Raffaele Fitto (FI)         |
| Basilicata (17 - 18 aprile)   | Vito De Filippo (DL) 67,0%       | Cosimo Latronico (FI) 28,8%   | Roberto Fiore 1,0%        | Margherita Torrio (NPSI) 2,5% Angela Rosa Mancuso (Unità Popolare) 0,7% |                    | Filippo Bubbico (DS)        |
| Calabria (3 - 4 aprile)       | Agazio Loiero (DL) 59,0%         | Sergio Abramo (FI) 39,7%      | Fortunato Aloi 1,1%       | Giuseppe Bilello (DC) 0,2%                                              |                    | Giuseppe Chiaravalloti (FI) |

## Risultati di lista

### Riepilogo nazionale delle liste circoscrizionali
|                                                           |            |        |       |
| Liste                                                     | Voti       | %      | Seggi |
| Uniti nell'Ulivo                                          | 5.409.739  | 21,770 | 152   |
| Forza Italia                                              | 4.640.093  | 18,673 | 120   |
| Alleanza Nazionale                                        | 2.630.020  | 10,584 | 70    |
| Unione dei Democratici Cristiani e di Centro              | 1.452.117  | 5,844  | 39    |
| Democratici di Sinistra                                   | 1.511.163  | 6,081  | 46    |
| Partito della Rifondazione Comunista                      | 1.384.228  | 5,570  | 34    |
| Lega Nord                                                 | 1.381.282  | 5,559  | 26    |
| Democrazia è Libertà - La Margherita                      | 1.160.688  | 4,671  | 36    |
| Federazione dei Verdi                                     | 667.000    | 2,684  | 17    |
| Partito dei Comunisti Italiani                            | 653.815    | 2,631  | 16    |
| Popolari UDEUR                                            | 628.575    | 2,530  | 18    |
| Socialisti Democratici Italiani                           | 402.693    | 1,621  | 12    |
| Italia dei Valori                                         | 285.812    | 1,150  | 8     |
| Nuovo PSI                                                 | 243.759    | 0,981  | 5     |
| Alternativa Sociale                                       | 232.642    | 0,936  | -     |
| La Puglia Prima di Tutto                                  | 196.281    | 0,790  | 5     |
| Lista Storace                                             | 195.356    | 0,786  | 4     |
| Lista civica Piero Marrazzo                               | 186.740    | 0,751  | 4     |
| Partito Pensionati                                        | 156.352    | 0,629  | 1     |
| Progetto NordEst                                          | 125.690    | 0,506  | 2     |
| Democrazia Cristiana                                      | 108.667    | 0,437  | 1     |
| Per il Veneto                                             | 107.333    | 0,432  | 2     |
| Per la Liguria                                            | 71.067     | 0,286  | 3     |
| Italia dei Valori - Lista Consumatori                     | 68.741     | 0,277  | 1     |
| Lista Consumatori                                         | 64.389     | 0,259  | 1     |
| Insieme per Bresso                                        | 60.314     | 0,243  | 1     |
| La Primavera Pugliese                                     | 55.335     | 0,223  | 3     |
| Nuovo PSI - Partito Repubblicano Italiano                 | 48.109     | 0,194  | 1     |
| Socialisti Autonomisti - Repubblicani Europei - PSDI      | 47.511     | 0,191  | 2     |
| Progetto per le Calabrie (PdCI - IdV)                     | 45.865     | 0,185  | 2     |
| Democrazia Liberale - Repubblicani                        | 41.170     | 0,166  | 1     |
| Lega Padana Lombardia                                     | 39.012     | 0,157  | -     |
| Gente della Liguria                                       | 35.831     | 0,144  | 1     |
| Movimento Idea Sociale                                    | 34.590     | 0,139  | -     |
| Uniti per la Calabria (Patto-Verdi-PSDI)                  | 34.208     | 0,138  | -     |
| Nuovo PSI-PLI-Verdi Verdi-FLC-LID                         | 32.851     | 0,132  | 1     |
| Democrazia Federalista                                    | 29.179     | 0,117  | -     |
| Partito Repubblicano Italiano                             | 27.620     | 0,111  | -     |
| Liga Fronte Veneto                                        | 27.524     | 0,111  | -     |
| Con Abramo (PRI-PLI-altri)                                | 27.268     | 0,110  | -     |
| Alleanza Popolare-Repubblicani Europei per la Calabria    | 26.780     | 0,108  | -     |
| Repubblicani Europei                                      | 26.385     | 0,106  | -     |
| L'Ambienta-Lista                                          | 23.761     | 0,096  | 1     |
| Socialisti e Laici (Nuovo PSI-PRI-PLI-civiche)            | 23.379     | 0,094  | -     |
| Socialisti e Liberali (Nuovo PSI-PLI)                     | 22.689     | 0,091  | -     |
| Consumatori Uniti                                         | 18.163     | 0,073  | -     |
| Governo Civico                                            | 15.956     | 0,064  | -     |
| Il Trifoglio                                              | 15.763     | 0,063  | -     |
| Partito Liberale Italiano - Partito Repubblicano Italiano | 11.763     | 0,047  | -     |
| Liberaldemocratici                                        | 11.579     | 0,047  | -     |
| Polo Laico (Liberaldemocratici-PRI-PLI)                   | 11.196     | 0,045  | -     |
| Forza Roma                                                | 10.336     | 0,042  | -     |
| Moderati e Riformisti                                     | 8.509      | 0,034  | -     |
| Democratici Cristiani Uniti                               | 8.397      | 0,034  | -     |
| Pensioni & Lavoro                                         | 7.409      | 0,030  | -     |
| Repubblicani Socialisti Liberali (PRI-Nuovo PSI-PLI)      | 7.035      | 0,028  | -     |
| Patto dei Liberaldemocratici                              | 6.455      | 0,026  | -     |
| Liguria Nuova - Lista Castellaneta                        | 5.857      | 0,024  | -     |
| Liste Civiche Marche                                      | 5.780      | 0,023  | -     |
| Pensionati per l'Europa                                   | 5.156      | 0,021  | -     |
| Patto Democratico (Nuovo PSI-PRI-PLI-PSDI-altri)          | 5.125      | 0,021  | -     |
| Pensionati e Invalidi - Anima-listi Ambientalisti         | 4.495      | 0,018  | -     |
| Avanti Lazio                                              | 3.285      | 0,013  | -     |
| Federazione di Centro (PRI-DCU-DC-PLI-Altri)              | 3.124      | 0,013  | -     |
| Costituente Democratica                                   | 2.915      | 0,012  | -     |
| Partito Socialista Democratico Italiano                   | 2.346      | 0,009  | -     |
| Lista Quadrifoglio                                        | 1.908      | 0,008  | -     |
| Consumatori                                               | 1.774      | 0,007  | -     |
| Unità Popolare                                            | 1.014      | 0,004  | -     |
| No Euro                                                   | 390        | 0,002  | -     |
| Totale                                                    | 24.849.353 | 100,00 | 636   |

### Riepilogo nazionale delle liste regionali
| Liste                              | Voti       | %      | Seggi |
| ---------------------------------- | ---------- | ------ | ----- |
| centrosinistra                     | 14.752.022 | 52,430 | 70    |
| centrodestra                       | 12.430.754 | 44,180 | 38    |
| Alternativa Sociale                | 426.166    | 1,515  | 0     |
| Progetto NordEst                   | 161.642    | 0,574  | 0     |
| A Sinistra per la Democrazia       | 151.560    | 0,539  | -     |
| Democrazia Cristiana               | 103.099    | 0,366  | 0     |
| Socialisti e Laici - Liste Civiche | 30.062     | 0,107  | -     |
| Lista Consumatori                  | 26.712     | 0,095  | 0     |
| Patto Democratico                  | 19.778     | 0,070  | 0     |
| Nuovo PSI                          | 30.062     | 0,065  | 0     |
| Liberaldemocratici                 | 14.008     | 0,050  | 0     |
| Unità Popolare                     | 2.436      | 0,009  | 0     |
| Totale                             | 28.136.549 | 100,00 | 108   |

In Toscana e in Puglia le liste regionali non concorrevano all'attribuzione di ulteriori seggi in Consiglio Regionale. In Puglia però il miglior candidato presidente sconfitto veniva comunque eletto consigliere.